# Sorex araneus
Il toporagno comune o toporagno eurasiatico (Sorex araneus Linnaeus, 1758) è la specie più comune di toporagno ed è inoltre uno dei mammiferi più numerosi, essendo diffuso in tutta l'Europa settentrionale, compresa la Gran Bretagna, ma esclusa l'Irlanda.

## Descrizione

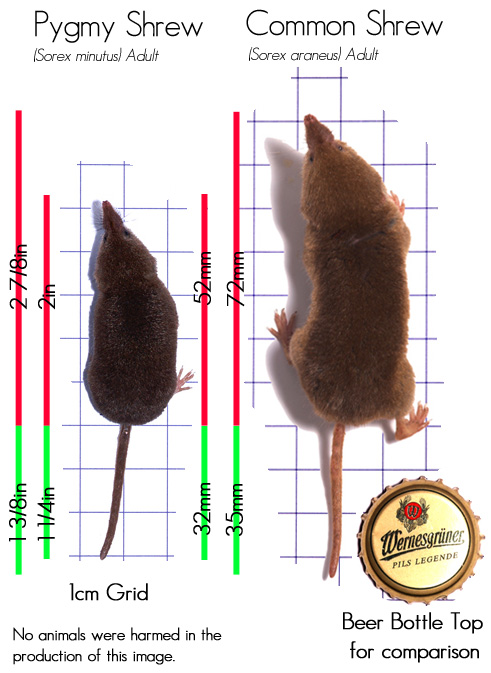
Rapporto di dimensioni tra Sorex araneus e Sorex minutus

Misura in media tra i 55 mm e gli 82 mm di lunghezza e pesa solitamente 5-12 g. Vive circa 23 mesi. Si riconosce facilmente per la sua pelliccia vellutata color marrone scuro e per il ventre pallido. I giovani presentano un mantello dai colori più chiari, prima che effettuino la loro prima muta, quando si sviluppa il più scuro pelo invernale.

## Distribuzione e habitat
Il toporagno comune è diffuso nelle aree boschive, nelle zone erbose e nelle siepi di Gran Bretagna, in Francia, e soprattutto in Liguria, Scandinavia ed Europa orientale. Ogni esemplare si stabilisce in un territorio di 370-630 metri quadrati, nel quale vivrà per tutta la vita. I maschi estendono i propri confini solamente durante la stagione riproduttiva, quando vanno in cerca di femmine. Ogni toporagno comune è estremamente territoriale e diventa molto aggressivo quando un altro esemplare oltrepassa i confini del suo territorio.
Questo animale costruisce il proprio nido sottoterra nella sabbia o tra la fitta vegetazione.

## Biologia
I toporagni sono attivi sia di giorno che di notte, sebbene lo siano molto di più durante quest'ultima. Sono quasi sempre in movimento e si riposano solamente per pochi minuti tra un'attività e l'altra.

### Alimentazione
La dieta carnivora e insettivora del toporagno consiste soprattutto di insetti, lumache, ragni, vermi e carogne. Per sopravvivere deve consumare ogni giorno una quantità di cibo pari all'80-90% del suo peso. Proprio per questo i toporagni devono mangiare ogni due o tre ore. Durante i mesi invernali queste creature non vanno in letargo, poiché i loro corpi sono troppo piccoli per immagazzinare sufficienti riserve di grasso.
I toporagni hanno una vista molto scarsa, ma per localizzare le prede hanno un eccellente senso dell'olfatto e di un buon udito. Inoltre possiedono sul lungo naso un efficientissimo sistema di localizzazione dei piccoli insetti di cui si cibano composto da svariati "baffi", taluni lunghi quanto l'intera testa. Le piccole prede una volta entrate a contatto con questi sottili e lunghi baffi diventano facilmente individuabili dall'animale. Con questi sensi, un toporagno può individuare prede nel suolo fino a 12 cm di profondità.

### Riproduzione
La stagione riproduttiva del toporagno comune dura da aprile a settembre, ma il picco delle nascite si ha durante i mesi estivi. Dopo un periodo di gestazione di 24 o 25 giorni, ogni femmina dà alla luce, 2-4 volte all'anno, una nidiata di 5-7 piccoli. Questi diverranno indipendenti tra i 22 e 25 giorni di età.
Il periodo riproduttivo è l'unico momento della vita dei toporagni in cui questi animali preferiscono non essere solitari. I piccoli spesso formano una carovana dietro la madre, reggendo con la bocca la coda del fratello o sorella che hanno davanti.

## Conservazione
Il toporagno comune non è una specie minacciata. Tuttavia in anni recenti il numero dei toporagni comuni è sceso notevolmente a causa dell'aumentato utilizzo degli erbicidi.
In Gran Bretagna il toporagno è protetto nell'ambito del Wildlife and Countryside Act del 1981 ed è reato ucciderne uno senza prima avere ottenuto una licenza.
Nelle aree boschive della Gran Bretagna i toporagni si possono trovare con densità di quasi un esemplare ogni 200 metri quadrati. Questa popolazione è tenuta sotto controllo da gufi, donnole, ermellini e volpi, accaniti predatori del toporagno comune. 
Un liquido prodotto da alcune ghiandole situate sulla pelle rende i toporagni piuttosto sgradevoli al gusto ai gatti domestici.